# 科隆费
科隆费（法語：Colonfay，法語發音：[kɔlɔ̃fɛ]）是法国上法蘭西大區埃纳省的一个市镇，属于韦尔万区。

## 地理
科隆费（49°51'29"N, 3°42'46"E）面积3.29 平方千米，位于法国上法蘭西大區埃纳省，该省份为法国北部内陆省份，北起北部省，西接索姆省和瓦兹省，东临阿登省和马恩省，西南至塞纳-马恩省，东北部与比利时接壤。
与科隆费接壤的市镇（或旧市镇、城区）包括：大弗拉维尼和博兰、勒梅、皮雪和克朗略、桑里绍蒙、勒苏尔、维耶日法蒂。

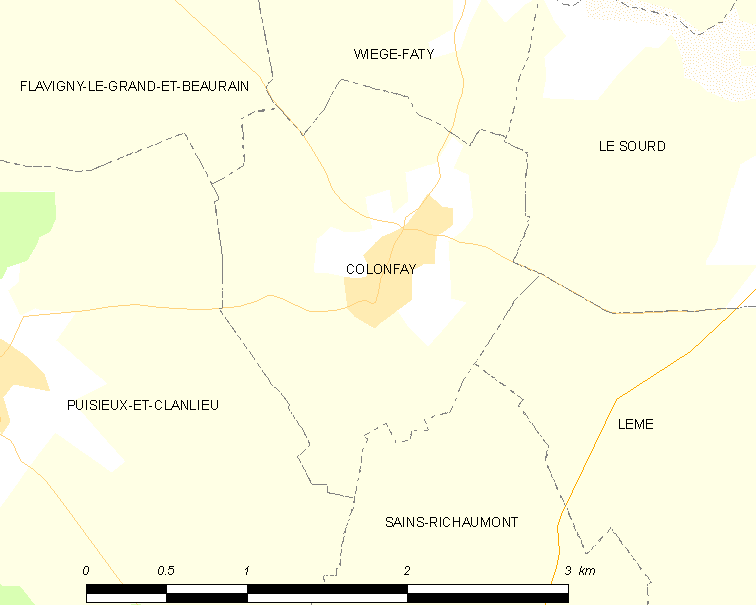
科隆费的OSM定位图

科隆费的时区为UTC+01:00、UTC+02:00（夏令时）。

## 行政
科隆费的邮政编码为02120，INSEE市镇编码为02206。

## 政治
科隆费所属的省级选区为马尔勒县。

## 人口

1962-2008年间科隆费人口变化图示

科隆费于2022年1月1日时的人口数量为72人。